# 天底
在天球座標系統中，位於觀測者正下方，與天頂相對的點稱為地底（Nadir）。在地平座標系統中，此點的高度為-90度。
Nadir或有稱為“天底”，但以“地底”一詞更能表達在天頂的對面位置，在地平面下方的底部的意味。